# Wybory parlamentarne w Belize w 1989 roku

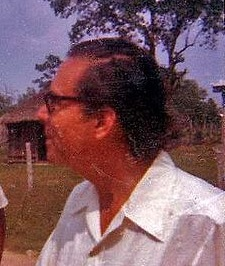
George Cadel Price

Wybory parlamentarne w Belize w 1989 roku zostały przeprowadzone 30 czerwca w celu wyłonienia 28 członków Izby Reprezentantów. Przeprowadzeniem wyborów zajmował się Departament Wyborów i Granic, będący organem podrzędnym wobec Komisji Wyborów i Granic. Zwycięstwo w wyborach uzyskała Zjednoczona Partia Ludowa (PUP), odzyskując w ten sposób władzę utraconą w wyniku wyborów z 1984 roku. PUP zdobyła 15 mandatów, czyli o 8 więcej, niż w poprzednich wyborach. Skład Izby Reprezentantów uzupełniła Zjednoczona Partia Demokratyczna, która w porównaniu do wyborów z 1984 r. utraciła 8 mandatów.

## Wyniki wyborów parlamentarnych
Do udziału w wyborach uprawnionych było 82 556 osób. Głosy oddało 59 954 obywateli, co dało frekwencję na poziomie 72,6%. Głosy można było oddać na jednego z 57 kandydatów. W wyborach kandydował - poza członkami dwóch wiodących partii - jeden kandydat niezależny. Był nim nieznany z nazwiska obywatel o imieniu Rufus, który pojawił się na liście w okręgu Belize Rural North.
|  | Partia                           | Głosy  | Procent | Mandaty | % mandatów |
|  | -------------------------------- | ------ | ------- | ------- | ---------- |
|  | Zjednoczona Partia Ludowa        | 29 986 | 50,0%   | 15      | 53,57%     |
|  | Zjednoczona Partia Demokratyczna | 28 900 | 48,2%   | 13      | 46,43%     |
|  | Kandydaci niezależni             | 65     | 0,1%    | -       | -          |
|  | Głosy nieważne                   | 1 003  | 2%      | -       | -          |
|  | Razem                            | 59 954 | 100,0%  | 28      | 100,0%     |